# Taymir Burnet
Taymir Burnet (Willemstad, 1 oktober 1992) is een Nederlands atleet die zich heeft gespecialiseerd in de 100 m en 200 m sprint.

## Nederlandse kampioenschappen
Outdoor
| Onderdeel | Jaar       |
| --------- | ---------- |
| 200 m     | 2020, 2023 |

## Persoonlijke records
Outdoor
| Onderdeel | Prestatie          | Datum            | Plaats        |
| --------- | ------------------ | ---------------- | ------------- |
| 100 m     | 10,09 s (+1,9 m/s) | 14 februari 2024 | Potchefstroom |
| 200 m     | 20,30 s (0,0 m/s)  | 14 februari 2024 | Potchefstroom |
| 300 m     | 32,29 s            | 17 februari 2024 | Pretoria      |

Indoor
| Onderdeel | Prestatie | Datum            | Plaats    |
| --------- | --------- | ---------------- | --------- |
| 60 m      | 6,61 s    | 8 maart 2025     | Apeldoorn |
| 200 m     | 20,92 s   | 3 februari 2022  | Ostrava   |
| 400 m     | 46,51 s   | 26 februari 2022 | Apeldoorn |

## Palmares
Nederlandse Kampioenschappen
- 2017:  NK 100 m - 10,48 s (+1,1 m/s)
- 2019:  NK 200 m - 21,08 s (-0,5 m/s)
- 2020:  NK 200 m - 20,35 s (+5,2 m/s)
- 2021:  NK 200 m - 20,82 s (+0,3 m/s)
- 2022:  NK 200 m - 21,03 s (-0,5 m/s)
- 2023:  NK 100 m - 10,18 s (+0,3 m/s)
- 2023:  NK 200 m - 20,92 s (-2,4 m/s)
- 2024:  NK 100 m - 10,26 s (+1,0 m/s)
- 2024: 4e NK 200 m - 20,69 s (+1,8 m/s)
- 2025:  NK indoor 60 m - 6,67 s
- 2025:  NK 100 m - 10,01 s (+2,9 m/s)
- 2025:  NK 200 m - 20,50 s (+1,4 m/s)

Internationale toernooien
- 2018:  EK 4 × 100 m - 38,03 s
- 2019: 4e in serie World Athletics Relays in Yokohama - 38,67 s
- 2019: DQ WK (in serie 37,91 s = NR)
- 2021: DNF World Athletics Relays in Chorzów (in serie 38,79 s)
- 2021: 8e in ½ fin. OS - 20,90 s (in serie 20,60 s)
- 2022:  WK indoor 4 × 400 m - 3.06,90
- 2022:  Stockholm Bauhaus Athletics 4 × 100 m - 38,70 s
- 2022: 4e EK 4 × 100 m - 38,25 s
- 2024:  WK indoor 4 × 400 m - 3.04,25 (NR)[1]
- 2024:  EK 4 × 100 m - 38,46 s (in serie 38,34 s)
- 2024: 5e London Grand Prix - 38,55 s
- 2025: 8e EK indoor 60 m - 6,66 s (in halve finale 6,61 s)
- 2025: 7e FBK Games 100 m - 10,37 s (-1,0 m/s)
- 2025:  London Athletics Meet - 38,17 s